# Islam en Bélgica

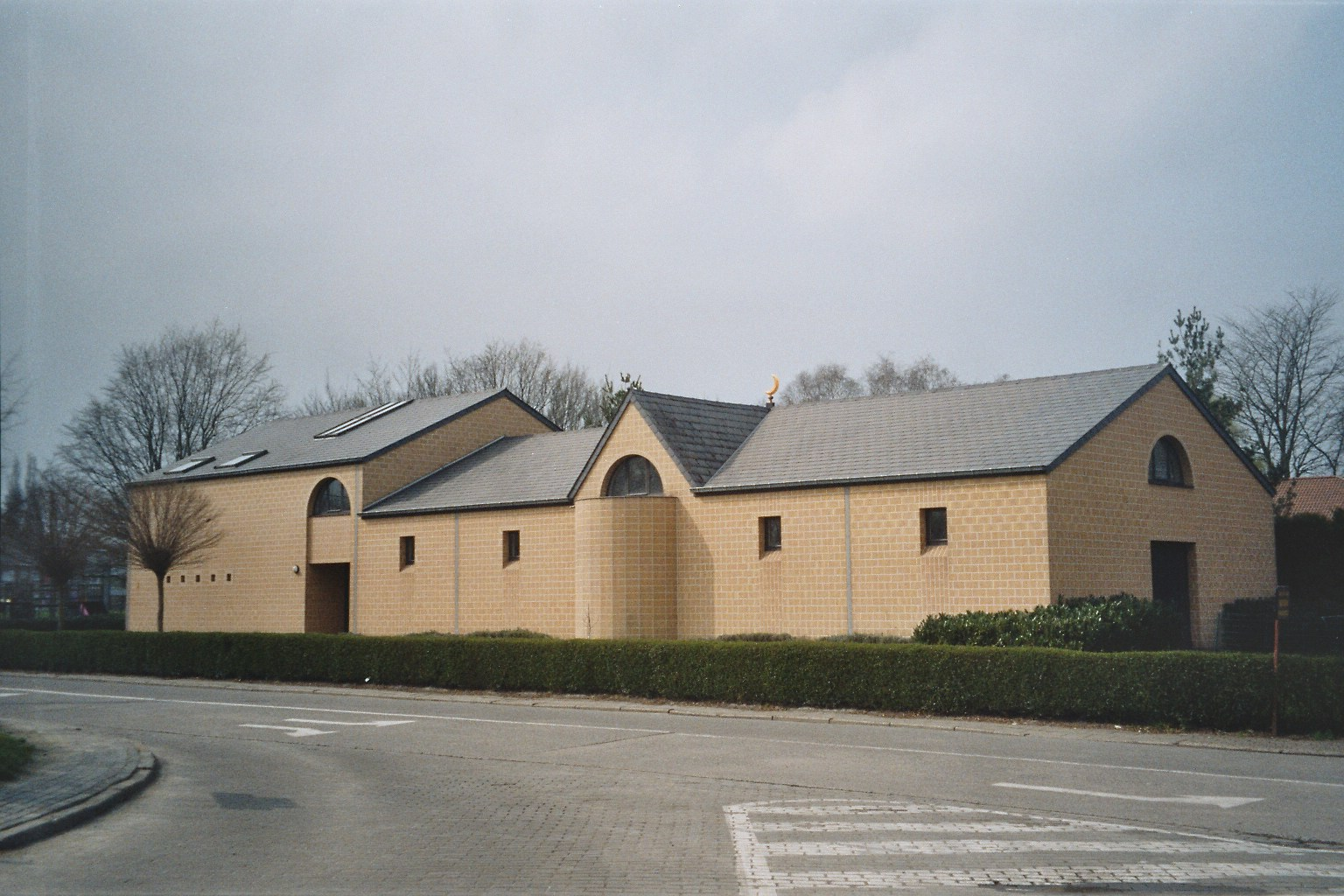
Una mezquita en Lebbeke.

El islam en Bélgica es la segunda religión más practicada, después del catolicismo. El Gobierno de Bélgica no publica ni recoge estadísticas acerca de las creencias religiosas de la población, por lo que no existen cifras oficiales a este respecto. Se estima que el porcentaje de musulmanes en Bélgica en 2014 oscilaba entre el 40% y el 45%. Un estudio demográfico de 2016 apunta a que el porcentaje de musulmanes ha aumentado al 7% de la población o 780 000 personas.
La inmensa mayoría de los musulmanes belgas son suníes, y cerca del 40% vive en Bruselas. La inmensa mayoría tienen su origen en Marruecos (más de 450 000) y en Turquía (unos 220 000).